# Métal de Rieke
Pour les articles homonymes, voir Rieke.
Ne doit pas être confondu avec Nickel de Raney.

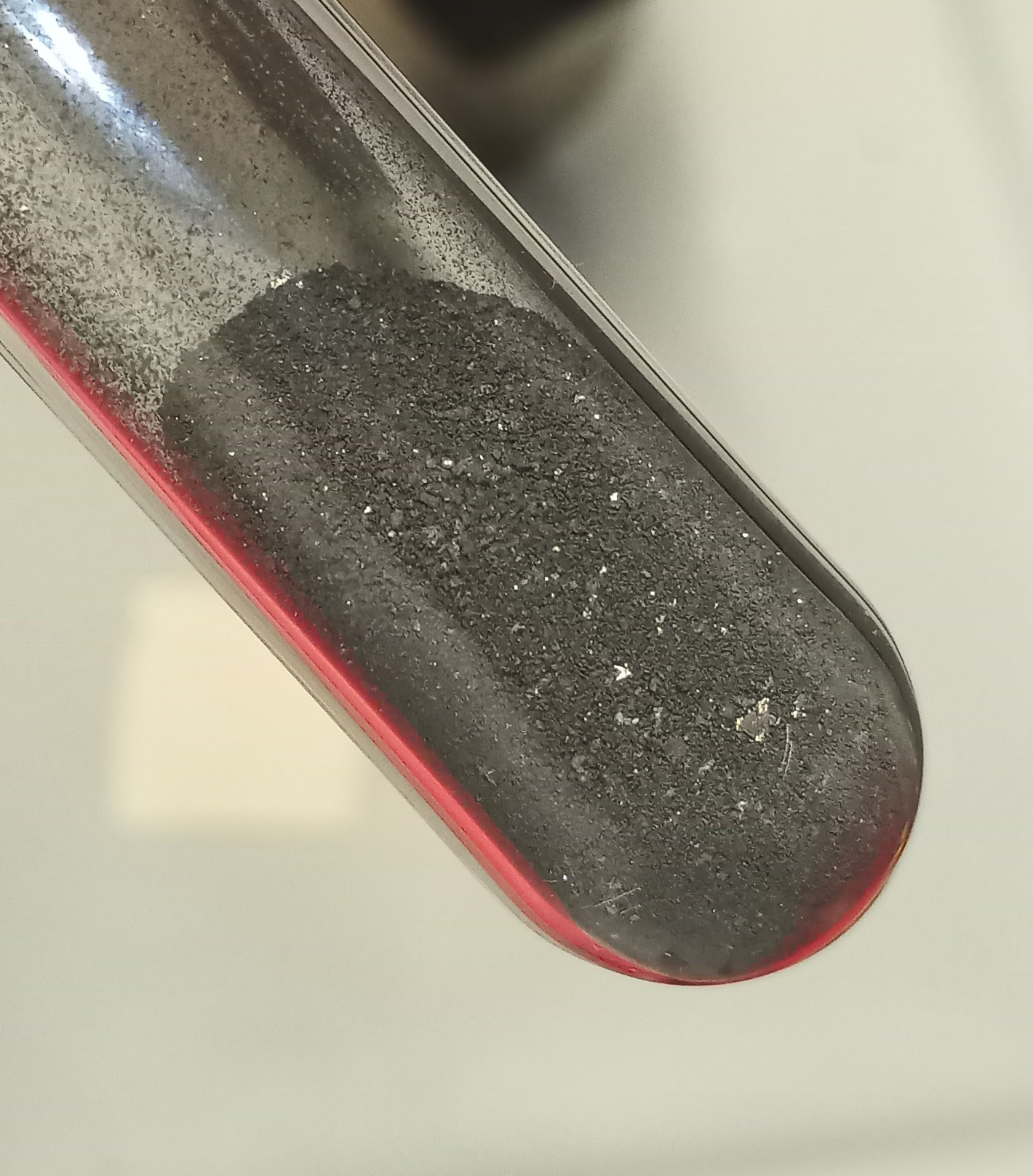
Métal de Rieke dans un tube à essai

Un métal de Rieke est une poudre métallique préparée suivant la procédure de Reuben D. Rieke. Les métaux de Rieke sont hautement réactifs, possédant de grandes surfaces spécifiques et étant dépourvus de couches d'oxydes.

## Préparation
Les métaux de Rieke sont préparés par réduction des suspensions des chlorures anhydres correspondant dans le THF par un métal alcalin.  Le potassium, le sodium et le lithium sont les métaux alcalins généralement utilisés. Par exemple, la préparation du magnésium de Rieke avec comme réducteur le potassium repose sur la réaction suivante :
MgCl2  +  2 K  →  Mg  +  2 KCl.
Pour cette réaction, le lithium peut remplacer le potassium.

## Utilisations
Le magnésium de Rieke réagit avec les halogénures d'aryle à −78 °C pour donner les réactifs de Grignard correspondant. Le magnésium de Rieke est notamment connu pour permettre la formation de réactifs de Grignard « impossibles », tels ceux dérivés des fluorures d'aryle et du 2-chloronorbornane.
Le zinc de Rieke réagit avec des bromoesters pour donner des organozinciques ayant des applications dans les réactions de Réformatski.